# Poliploidia
Un cariotipo poliploide presenta come corredo cromosomico un multiplo del cariotipo aploide (2n, 3n, 4n). La maggior parte degli eucarioti è diploide nelle cellule somatiche (2n) e aploide nei gameti quali spermatozoi o ovociti (n). 

## Poliploidia nelle piante
Sono poliploidi parecchie piante grasse, così come quelle ornamentali, quelle da seme e molti alberi da frutto. La poliploidia, in molti casi, è associata alla sterilità, per la difficoltà di appaiamento dei cromosomi durante la meiosi. L'effetto più visibile di questa condizione è la mancanza di semi nei frutti commestibili, come ad esempio nelle banane (3n). Organismi poliploidi possono comparire spontaneamente oppure essere generati alterando sperimentalmente l'apparato del fuso mitotico durante la divisione cellulare. Questo risultato è raggiunto con l'impiego della colchicina, un alcaloide isolato dai semi di Colchicum autumnale, che, aggiunto durante la coltura di cellule vegetali, inibisce la formazione del fuso con conseguente blocco della mitosi. In questo modo, l'assenza di migrazione dei cromosomi ai poli determina la formazione di un nucleo tetraploide (4n). Ripetendo più volte la stessa operazione si generano nuclei poliploidi. Un altro sistema per indurre artificialmente la poliploidia consiste nell'uso di irradiazione a temperatura alternata. Le piante così ottenute si riconoscono perché, in genere, presentano organi e cellule più grandi nonostante siano rallentate la crescita e la formazione di fiori e frutti. Indurre artificialmente la poliploidia nelle cellule vegetali ha lo scopo di ottenere piante capaci di una produzione più numerosa, più pregiata e più apprezzata da un  punto di vista commerciale, nonché più resistente a condizioni ambientali critiche. Tra le più conosciute piante poliploidi sono comprese alcune varietà di piante ornamentali a fiori grandi, come giacinti, tulipani e narcisi; oltre a queste anche la patata, il frumento, il tabacco, le fragole le more, i lamponi ecc. In particolare, triploidi e tetraploidi presentano caratteristiche di maggiore pregio rispetto alle piante aploidi o diploidi, in relazione, soprattutto, all'aumento del volume cellulare, del frutto, degli stami, ecc.
Si distinguono due tipi di poliploidia vegetale: l'autopoliplodia e l'allopoliploidia o anfipoliploidia.

### Autopoliploidia
Si parla di autopoliploidia quando tutti i corredi cromosomici presenti appartengono alla stessa specie. Due piante diploidi della stessa specie producono gameti aploidi; per un difetto nella meiosi in una delle due piante parentali, possono generarsi gameti diploidi. L'incrocio tra gamete diploide e aploide produce uno zigote triploide (3n), da cui deriveranno, a loro volta, gameti aploidi e diploidi. In seguito all'autofecondazione (2nx2n) si ottiene lo zigote autotetraploide; quest'ultimo, come gli altri autopoliploidi a numero pari (4n, 6n ecc), ha maggiore probabilità di essere fertile perché può avere una meiosi regolare. Infatti, se il corredo cromosomico è un multiplo dispari di n (5n, 7n ecc) le piante diventano più deboli e più basse in quanto sono il prodotto di gameti sbilanciati.

### Allopoliploidia o anfipoliploidia
Si parla di allopoliploidia quando i corredi cromosomici presenti derivano da specie diverse, non affini: i differenti assetti cromosomici sono definiti omeologhi (ossia omologhi solo parzialmente). Incrociando due individui diploidi di specie diverse si ottengono alla F1 (prima generazione filiale) ibridi contenenti entrambi i corredi aploidi parentali. Poiché i corredi cromosomici non sono omologhi, l'ibrido è sterile: l'appaiamento non è possibile e i gameti non sono vitali. Nelle piante, può accadere, seppure raramente, che in alcuni ibridi della F1, per assenza della telofase, si verifichi il raddoppiamento dei cromosomi; ne deriva che le cellule di alcuni tessuti contengono un corredo cromosomico che è la somma dei due assetti parentali. L'assetto diploide fa sì che, comunque, la meiosi funzioni regolarmente. L'autofecondazione di questi gameti origina piante fertili, poiché prodotte da regolare meiosi, le cosiddette piante allotetraploidi, con due corredi diploidi. Di conseguenza, la pianta allotetraploide si comporta come una pianta diploide normale. Il raddoppiamento dei genomi in tali incroci porta alla perdita della sterilità, frequente negli ibridi, ed all'acquisizione della fertilità. L'allotetraploide tipico è quello sintetizzato dal citogenetista russo Georgii Karpechenko nel 1928, il quale volle dimostrare che incrociando due piante di specie diverse (nel caso specifico il cavolo Brassica e il ravanello Raphanus) era possibile ottenere un allotetraploide fertile denominato Raphanobrassica. Questo, essendo fertile e comportandosi come un normale diploide sotto tutti gli aspetti, può essere considerato una nuova specie.

## Poliploidia negli animali
Esistono alcune specie animali (pesci di acqua dolce, crostacei, vermi, lucertole ed alcuni insetti) in cui la poliploidia è comune perché associata alla riproduzione partenogenetica. Negli animali in cui la riproduzione è sessuata, invece è molto raro o quasi impossibile che si verifichi. Negli animali che si riproducono per partenogenesi ed è assente quindi il controllo meiotico, è più facile andare incontro al raddoppiamento dei cromosomi con formazione di un corredo poliploide. Viceversa, gli animali che si riproducono sessualmente formano, di regola, gameti aploidi e zigoti diploidi. Una delle cause della formazione dello zigote 4n potrebbe essere la fecondazione di due gameti diploidi, prodotti per errore della meiosi di entrambi i genitori (eventualità estremamente remota). Data l'impossibilità dell'autofecondazione negli animali è evidente che ciò è attuabile solo nelle piante.

### Poliploidia nella specie umana
Nell'uomo la poliploidia è presente di norma solo in alcune linee cellulari, per esempio, nelle cellule del miocardio, nei megacariociti del midollo osseo, negli epatociti, ecc. Essa interessa l'1% circa dei concepimenti e rappresenta il 6% degli aborti spontanei causati da anomalia cromosomica. Infatti tale assetto cromosomico risulta molto sfavorevole per lo sviluppo dell'embrione quindi di solito la gravidanza si interrompe spontaneamente in epoca molto precoce. La poliploidia più comune nell'uomo è la triploidia 3n (69 cromosomi) con frequenza alla nascita di 1 su 10'000 casi circa. Sono stati riferiti casi di neonati con cariotipo a mosaico 2n/4n vissuti per poche settimane. Tre sono essenzialmente i meccanismi che inducono la triploidia:
- fecondazione di ovocita "n" da parte di uno spermatozoo diploide (triploidia per diandria);
- fecondazione di ovocita "2n" da parte di uno spermatozoo aploide (triploidia per diginia);
- fecondazione di ovocita "n" da parte di 2 spermatozoi aploidi (dispermia);

Invece la formazione di uno zigote tetraploide può verificarsi in seguito alla:
- duplicazione dei cromosomi in una cellula somatica durante una fase molto precoce dello sviluppo (mosaico 2n/4n);
- fecondazione di 2 gameti diploidi (rarissima);
- fecondazione di un ovocita "n" con 3 spermatozoi aploidi;

È stato accertato che la tetraploidia è causata quasi esclusivamente dalla mancata divisione di una cellula diploide nella mitosi immediatamente successiva alla fecondazione (endomitosi). La tetraploidia completa è incompatibile con la vita per cui l'interruzione di gravidanza avverrà tanto precocemente da renderne impossibile il riconoscimento. Nel 2-3% dei casi è stata dimostrata l'origine paterna. La fecondazione di un ovocita con 2 spermatozoi è responsabile di una grave patologia, detta mola idatiforme parziale (PHM), che consiste nella trasformazione cistica dei villi del sacco embrionale con crescita anormale del trofoblasto emoglobina (hb).